# 佳能 EF 28-135mm 鏡頭
佳能 EF 28-135mm 鏡頭是一系列由佳能公司生產的變焦鏡頭，一共有下列幾種型號：
- Canon EF 28-135 f/3.5-5.6 IS USM

當28-135mm鏡頭用於佳能數碼EOS系列的APS-C幅面機身（如佳能 EOS 550D）時，28-135mm的視角會變窄，其等效於全幅機身上的44.8-216mm視角（乘以系數1.6）。當用於APS-H幅面機身（如佳能 EOS-1D Mark IV）時，其等效於全幅機身的36.4-175.5mm視角（乘以系數1.3）。

## 外部連結
- Official Canon Website （页面存档备份，存于）
- Canon Museum